# John Colet
John Colet, angleški filozof, duhovnik, teolog in izobraževalni pionir, * januar 1467, London, Anglija, † 10. september 1519, London, Anglija. Kot teolog, duhovnik in eden začetnikov humanizma v krščanstvu se je zavzemal za obnovitev teologije in preroditev krščanstva.
John Colet se je rodil leta 1467 v Londonu in je bil najstarejši sin premožnega trgovca, ki je bil svoj čas tudi župan Londona. Sprva se je šolal v Londonu na St. Anthony's School, kasneje pa na Univerzi v Oxfordu, kjer je študiral matematiko in filozofijo. Med študijem je odšel v tujino, in sicer v Francijo in Italijo, kjer se je spoznal z renesančnim humanizmom, kar je vplivalo na njegovo nadaljnje življenje, ko se je ravnal po načelih le-tega. V Anglijo se je vrnil leta 1496, kjer je bil posvečen za diakona, kmalu zatem pa še za duhovnika. Poučeval je na Oxfordu, kjer je kot eden prvih prevajal Biblijo za svoje učence in se tako odklonil načelom katoliške vere v tistem času. Odmevalo je tudi njegovo prijateljstvo s pomembnim krščanskim humanistom Erazmom Rotterdamskim. Leta 1504 je postal dekan Katedrale Sv. Pavla v Londonu, kjer je postal tudi duhovni svetovalec Thomasa Mora, vodilnega predstavnika angleškega renesančnega humanizma.  Po smrti očeta je podedoval ogromno bogastvo, ki ga je v večini namenil financiranju javnih zadev, za šolstvo, cerkev idr. Svoje življenje je posvetil vodenju katedrale, leta 1509 pa je ustanovil svojo šolo z namenom, da bi naprej širil verske resnice. Vodenje je sicer predal drugim, je pa sam nadzoroval delovanje šole, napisal je celo nekaj učbenikov. Šola deluje še danes, ampak so jo iz ožjega Londona premestili v predmestje Hammersmith. Umrl je 18. septembra 1519, pokopan pa je v katedrali Sv. Pavla v Londonu.

## Pridige
Colet je kot duhovnik večkrat pridigal. Svojo najbolj znano pridigo je imel na zboru canterburyjske duhovščine v Londonu 6. februarja 1512, v njej je jasno izrazil svojo skrb glede trenutnih razmer v Cerkvi in njene prihodnosti. Ostro je kritiziral življenjski slog takratne duhovščine, ki je ostalim vernikom postavil vse prej kot dober zgled. V svoji pridigi, pred kraljevim sodiščem leta 1513, je odločno nastopil proti novi vojni s Francijo. Vojno je obsodil ter pozval kristjane naj se borijo le za Kristusa.

## Renesančni humanizem
Colet je vseskozi deloval v duhu renesančnega humanizma, kar je vidno tudi v njegovih delih. Preučeval je mnoge antične in krščanske filozofe, med drugim Avguština iz Hipona, Janeza Zlatoustega in Laktancija. V svojih delih se je pogosto nanašal na italijanske renesančne humaniste, kot sta bila Marsilio Ficino in Giovanni Pico della Mirandola.

## Dela
Skupaj z Erazmom Roterdamskim, Johnom Lylyem in Thomasom Wolseyem je Colet napisal Latinsko slovnico, ki se je v Angliji uporabljala več let. Večina njegovih del ni bila izdanih do 19. stoletja, ko je to storil Joseph H. Lupton. Njegova dela še niso bila prevedena v slovenščino.

### Seznam del
- Absoliaissimus de octo orationis partium constructione libellus, 1530
- Rudimenta Grammatices, 1539
- Daily Devotions, 1614
- Monition to a Godly Life
- Epistolae ad Erasmum

## Vplivi
Colet je močno vplival na Erazma Rotterdamskega, katerega je usmeril v študij Biblije ter ga s tem spremenil v pravega teologa.
Daily devotions. Or, The Christians morning and evening sacrifice. Digested into prayers and meditations, for every day of the week, and other occasions. With some short directions for a godly life. 2015. [citirano dne 3.1.2015]. Dostopno na naslovu: https://www.worldcat.org/title/daily-devotions-or-the-christians-morning-and-evening-sacrifice-digested-into-prayers-and-meditations-for-every-day-of-the-week-and-other-occasions-with-some-short-directions-for-a-godly-life/oclc/767615097&referer=brief_results.
English Bible History: John Colet. 2015. [citirano dne 28.11.2015]. Dostopno na naslovu: http://www.greatsite.com/timeline-english-bible-history/john-colet.html.
John Colet. 2015. [citirano dne 28.11.2015]. Dostopno na naslovu: http://www.britannica.com/biography/John-Colet.
John Colet (1467 - 1519). 2015. [citirano dne 28.11.2015]. Dostopno na naslovu: http://www.bbc.co.uk/history/historic_figures/colet_john.shtml.
John Colet. 2015. [citirano dne 28.11.2015]. Dostopno na naslovu: http://www.newadvent.org/cathen/04098a.htm.
Vorländer, K. 1970. Zgodovina filozofije. Ljubljana: Slovenska Matica.